# Člen pravitel'stva
Člen pravitel'stva (Член правительства) è un film del 1939 diretto da Iosif Efimovič Chejfic e Aleksandr Zachri.